# 达克特

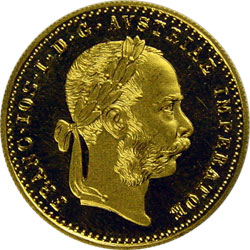
印有弗朗茨·约瑟夫一世头像的奥地利金达克特（约1910年）

达克特（ducat），又譯杜卡特、達卡，是欧洲从中世纪后期至20世纪期间，作为流通货币使用的金币或银币。这一时期，各种达克特的金属含量和购买力都大不相同。威尼斯的金达克特获得了广泛的国际认可，地位等同于中世纪的拜占庭的超纯金币、热那亚的热那维诺與佛罗伦萨的弗罗林，或是现代的英镑和美元。

## 早期达克特
ducat一词源自中世纪拉丁语中的ducatus，意为“与公爵（或公国）有关”，最初的意思是“公爵的硬币”或“公国的硬币”。
第一个发行此类硬币的应该是西西里的罗杰二世，他同时也是普利亚公爵。1140年，他铸造了印有耶穌基督像的达克特硬币，铭有Sit tibi, Christe, datus, quem tu regis iste ducatus，意即“基督啊，让这个你治下的公国献身于你。”
威尼斯总督（或公爵）恩里科·丹多洛推出了达克特银币，其样式与罗杰二世的达克特相近。后来，威尼斯的达克特金币的重要程度使得“达克特”一词已经变成了它的专用称呼，而原来的达克特银币后来被称为格罗西。

## 威尼斯的达克特金币
13世纪的威尼斯商业模式是将东方进口的商品运至阿尔卑斯山以北出售。他们用拜占庭金币支付，但当1282年拜占庭皇帝米海尔八世支持西西里晚祷时，他降低了超纯金币的成色。这只是超纯金币一连串贬值中的一次而已，而威尼斯市议会则在1284年发行自己的纯金币作为回应。
佛罗伦萨和热那亚都在1252年发行了金币，而佛罗伦萨的弗罗林后来成为欧洲通用金币。威尼斯以弗罗林为蓝本，铸造了自己的达克特，重量上因度量衡不同而略有增加。威尼斯的达克特含有3.545克99.47%的纯金，这是中世纪能达到的最高纯度。
达克特金币的样式源于达克特银币，最终可追溯至拜占庭。正面为威尼斯总督跪在威尼斯的保护者——圣马可身前。圣马可按照他的通常打扮手持福音书，并将旌旗交给总督。左侧的铭文 S M VENET标示出圣人，即圣马可，右侧的铭文DVX标示出总督的头衔。在背面，基督立于群星围成的椭圆之中。反面的铭文与罗杰二世的达克特金币相同。
继任的威尼斯总督继续铸造金币，仅改变硬币正面的名字。15世纪时，成为货币单位的达克特，其价值稳定在124威尼斯索尔多（即先令）。达克特便和金币一样，与银币之间有了固定的兑换比例。由于1567年英格兰和西班牙之间的冲突，使得金价上升，扰乱了这个平衡。在这一点上，该硬币被称为ducato de zecca，即“铸币厂的达克特”，缩写为zecchino，后讹为sequin。列奥纳多·洛雷丹增加了半达克特的硬币，随后的总督增加了四分之一达克特的硬币等多种倍数，最高为105达克特。所有硬币都沿用了1284年达克特的设计和重量标准。即使铸有日期已经成为西方铸币的共同特征，威尼斯的达克特上仍然没有这些内容，直到拿破仑在1797年结束了威尼斯共和国的统治。

## 威尼斯达克特的仿制品
罗马元老院引进的金币，无论弗罗林或达克特，都为仿制提供了优秀的样本，但控制了元老院财政的佛罗伦萨人担保他们的硬币绝并非仿品。与此相反的是，罗马的硬币正面是参议员跪在圣彼得前，背面是基督立于群星围成的椭圆之中，这直接模仿了威尼斯达克特。教皇随后改变了这些设计，但相同重量和尺寸的金币直至16世纪仍在铸造。
威尼斯达克特的大部分仿制品源自黎凡特，威尼斯在那里入不敷出。在医院骑士团的骑士们铸造的金币上，正面是大团长迪厄多内·德·戈松（1346-1353）跪于圣约翰前，背面则是坐在耶穌墓上的天使。然而，之后的大团长发现更精确地仿制对他们更有利，先是在罗德岛进行，之后是马耳他岛。热那亚商人则更进一步，他们在希俄斯岛铸造的金币与原版的区别仅能从手艺上看出来。这些贬值的金币对于将纯度视为货币声誉的威尼斯而言是个麻烦。热那亚商人在米蒂利尼、福西亚和佩拉铸造的达克特很稀有，说明威尼斯人熔掉了那些他们遇到的仿品。

## 匈牙利达克特
在西欧，威尼斯商人很活跃，但贸易上的盈余令达克特比弗罗林较为少见。因此，当匈牙利的查理一世开始铸币时便以弗罗林为参照。他的儿子，匈牙利的拉约什一世改变了设计，将弗罗林上圣若望的立像改为圣拉迪斯劳斯的立像，后来又将代表佛罗伦萨的百合花换成了他自己的纹章，但他并未改变黄金的纯度。在15世纪，为了区分纯金弗罗林和降低了成色的弗罗林赝品，人们称纯金币为达克特，称赝品为gulden或goldgulden，即“盾”。1524年，神圣罗马帝国皇帝查理五世注意到了这一区别：他按照威尼斯达克特的标准铸造出来的金币，比盾的价值高出39%。他的弟弟及继任者，斐迪南一世在继承王位后，于1526年将这个体系引入匈牙利。匈牙利的纯金币从此被称为达克特。匈牙利达克特的纯度使其被整个欧洲接受。即使在苏格兰，王室财政大臣也留下了他的国王“将达克特用于赌博”的记录。
匈牙利继续铸造重3.5克、纯度98.6%的达克特。与威尼斯达克特一成不变的设计不同，匈牙利达克特背面的纹章经常变动以反映情势变化。1470年，马加什一世将纹章更换为圣母像。直到1915年，在奥地利的统治之下，匈牙利仍在铸造达克特。这些达克特被用作流通币，后来有部分被重铸。

## 荷兰达克特
八十年战争令荷兰北方七省可以自行铸币。1583年，安茹公爵弗朗索瓦之死使得没有合法的统治者给这些货币命名。他们回到了老路上——仿造信誉良好的外国硬币。在这种情况下，他们用仿制已淘汰硬币的方式以避免政治纠纷。天主教双王斐迪南和伊莎贝拉依达克特标准发行的金币被广泛仿制，并称之为达克特。他们也仿造了匈牙利达克特，那些硬币对荷兰共和国之后的货币制度的影响更大。自荷兰主导国际贸易之后，这些金币的影响扩大到全球。

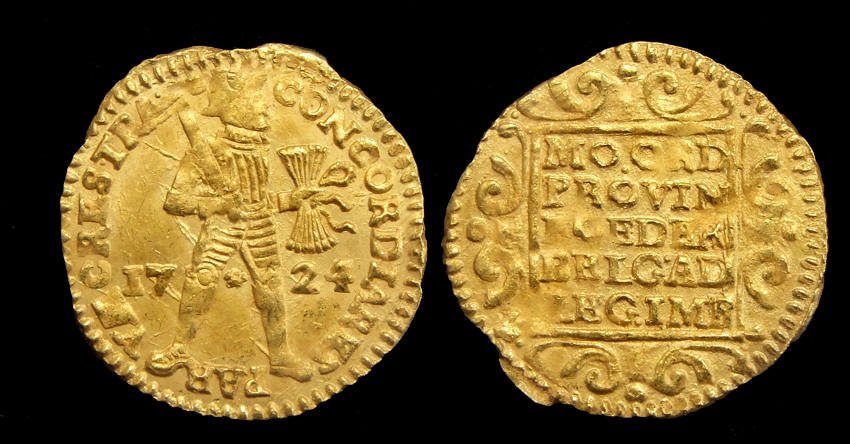
1724年，荷兰的达克特，乌得勒支。

起初，荷兰铸造的匈牙利达克特正面是圣拉迪斯劳斯立像，佩戴着产自匈牙利的王冠和战斧，但标示了不同的铭文。和最初——而不是当代——的匈牙利达克特相似，金币反面是一面盾牌，上面是发行金币省份的纹章。这些图案后来演变为一个站立的骑士，手持一柄剑和七支箭（代表着联盟的七个省份）。铭文为CONCORDIA RES PAR CRES，意即“小东西因和睦而增加”。硬币上也提及了发行省。反面铭有MO OR DI PROVIN FOEDER BELG AD LEG IMP，即“比利时联合的省份依当地法律所铸金币”。在拿破仑时期，巴达维亚共和国和路易·波拿巴铸造金币时沿用了这些设计。拿破仑战败后，荷兰王国继续将这种硬币视作贸易货币。

## 达克特的普及
在15世纪，西欧国际贸易商的首选货币从佛罗林变为达克特。统治者改良货币的时候，通常会参照最常见的达克特。马木留克的阿什拉菲、奥斯曼的阿尔通和卡斯提尔的达克特就是例子。神圣罗马帝国皇帝馬克西米連一世从1511年开始于奥地利铸造达克特金币。奥地利的铸币一直持续到1915年，并一直重铸旧币，包括图示的四达克特硬币。然而，西班牙在美洲殖民地開採的大量白银，使西班牙银圆得以取代达克特成为世界贸易的主要货币。
1913年前后，1达克特金币价值英國的“9先令和4便士，或稍微超过2美元。达克特银币的价值大约是金币的一半。” 即使是现在，有些国有铸币厂仍在成批铸造旧式金币，银行会将这些金币出售给私人投资者或收藏家。

## 达克特铸币厂

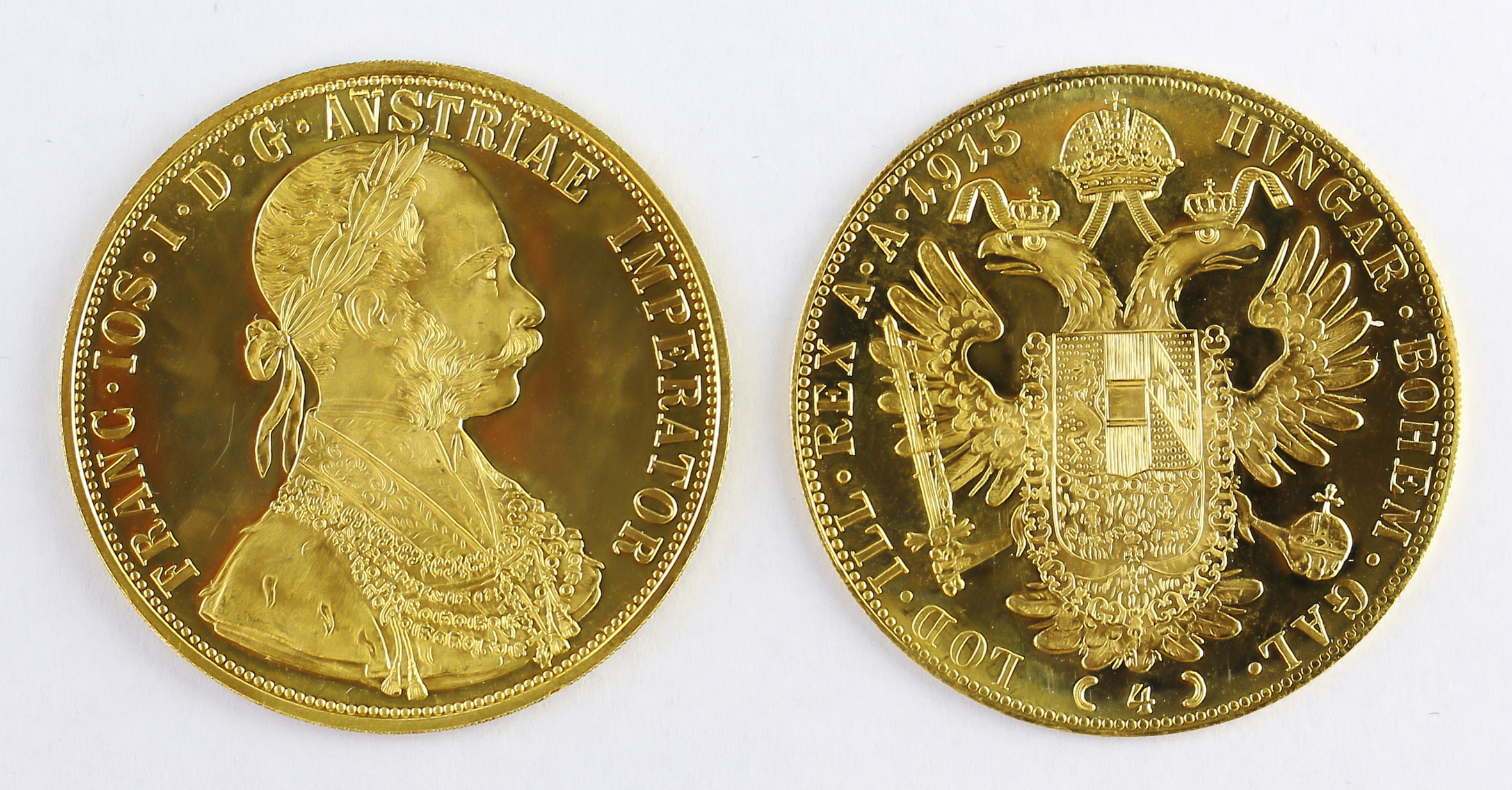
奥地利4达克特，约1915年（官方重铸）

- 奥地利。奥地利铸币厂仍在铸造1达克特和4达克特的金币，均标为1915年铸造。
- 拜占庭帝国。拜占庭自行铸造了威尼斯达克特银币的本地版，称为basilikon（英语：basilikon）。
- 克罗地亚
- 捷克斯洛伐克
- 捷克仍在铸造金币复制品，面值包括1、4、40和100达克特
- 丹麦
- 德国和神圣罗马帝国；1871年前的许多市、州和公国。
  - 奥格斯堡
  - 汉堡；很多汉萨同盟的城市发行了自己的达克特。
  - 萨克森自由州
- 匈牙利。匈牙利的铸币厂仍在铸造面值2、3、4和6达克特的纪念币。
- 意大利
  - 米兰公国
  - 教皇国
  - 萨伏依公国
  - 两西西里王国
  - 乌尔比诺公国
  - 威尼斯共和国
  - 热那亚共和国
- 荷兰仍在发行达克特金、银币，沿用1586年初次铸造时的重量、材料和设计。
- 波兰（历史上的红兹罗提（英语：Red złoty））
- 罗马尼亚
  - 特兰西瓦尼亚
  - 瓦拉几亚
- 俄罗斯仿造了荷兰的达克特——因为它们很流行。也发行了少量自行设计的金币。
- 苏格兰
- 塞尔维亚王国
- 西班牙，遍布全境，包括佛兰德斯、那不勒斯王国和美洲。
- 瑞典
- 瑞士。在瑞士联邦建立之前，瑞士也铸造达克特，以苏黎世达克特最为著名。
- 南斯拉夫王国